# Damien Gaudin
Damien Gaudin (nascido em 20 de agosto de 1986, em Beaupréau) é um ciclista francês. Atualmente, compete para a equipe Ag2r-La Mondiale. Competiu nos Jogos Olímpicos de Verão de 2008, terminando em oitavo lugar na prova de perseguição por equipes.